# 직업
직업(職業)이란 생계를 유지하기 위하여 자신의 적성과 능력에 따라 일정한 기간 동안 계속하여 종사하는 일이다.

## 현대사회의 직업
생계와 더불어 꿈을 향해 나아가거나 성장과 커리어를 쌓는 수단으로 사용되며 자아실현을 위해 직업을 수단으로 쓰는 사람도 많아지고 있다.
- 인격 완성
- 사회 참여
- 사회 발전
- 가치 추구
- 욕망 추구
- 행복 추구

## 직무 특성 모델
핵맨(Hackman)과 올드햄(Oldham)에 의해 만들어진 직무 특성 모델(Job characteristics model)은 직무 특성들이 어떻게 직업성과를 가져오는지에 대해 연구하는데 널리 사용된다. 여기에는 다섯 가지의 직무 특성과 세 가지 직무수행자의 심리적 상태들, 그리고 직무만족을 포함한 네 가지 성과변수들로 구성되어 있다. 다섯 가지 직무 특성에는
1. 기능 다양성(skill variety) : 많은 수의 다른 기술과 재능을 요구하는 정도
2. 과업 정체성(task identity) : 전체적이고, 동일하다고 증명할 수 있는 한 작업 부분의 완성을 요하는 정도
3. 과업 중요성(task significance) : 직무가 다른 사람들에 대하여 가지고 있다고 믿는 영향의 정도
4. 자율성(autonomy) : 작업장, 작업중단, 과업할당과 같은 의사결정에서의 자유, 독립성, 재량이 주어지는 정도
5. 과업 피드백(task feedback) : 성과의 효율성에 대한 명료하고 직접적인 정보를 제공하는 정도

이 다섯 가지 주요 직무 특성들은 합쳐져서 직무의 Motivating Potential Score(MPS)를 이루게 되는데 이것은 직무가 얼마나 한 직원의 태도와 행동에 영향을 끼치는가를 알게 해주는 지표로 사용된다. 이들을 상호 결합하여 설계하면, 세 개의 심리적 상태가 직무수행자들 사이에 일어난다. 직무에 대하여 느끼게 되는 의미성, 직무에 대한 책임감, 직무수행 결과에 대한 지식이 그것이다. 개인이 이러한 심리적 상태를 경험하게 되면 결과적으로 내재적인 작업동기와 직무만족은 높아지고 작업의 질이 상승하며 이직률과 결근율이 저하된다.

## 고용 유형

### 정규직
정규직은 특별한 기간이나 시간의 제한이 없이 정식으로 채용되는 고용형태를 말한다.
상용직과 대비되는 임시직과 일용직은 정규직에서 제외된다.

### 비정규직
근로기간이 정해져 있지 않은 상시근로자와는 달리 근로기간이 정해져 있는 계약직이다.
일용직, 원청이 하청업체를 통해 간접고용하지만, 진짜 사용자는 원청인 간접고용(파견·사내하청·도급직), 상시근로를 하지 않는 시간제 근로자,개인사업자로 간주되지만 실제로는 사용자에 종속되어 노동자성을 갖고 있는 특수고용, 근로기간이 정해져 있지 않으나 기간제와 근로조건이 같은 무기계약직 등을 총 망라한 개념이다.

### 프리랜서
프리랜서는 정규직과 비정규직과는 달리, 외주를 받아서 진행하는 고용형태를 말한다. 프리랜서로 일할 수 있는 직업으로는 작가, 디자이너, 영상 편집자 등이 있으며, 혼자서 일하는 직업이므로 전문성을 요한다.

## 같이 보기
- 노동
- 취업
- 아르바이트
- 장래희망
- 백수
- 니트족